# Àcid jasmònic
L'àcid jasmònic (en anglès: Jasmonic acid, JA), de fórmula C₁₂H18O₃, deriva de l'àcid gras àcid linolènic. És un membre de la classe jasmonat de les fitohormones (hormones de les plantes). Es biosintetitza a partir de l’àcid linolènic per la via octadecanoide.
La principal funció de l'àcid jasmònic i dels seus diversos metabolits és la de regular la resposta de la planta a l'estrès biótic i abiòtic com també del creixement i desenvolupament de la planta. Aquesta regulació inclou la inhibició del creixement, la senescència l'enrotllament dels circells, el desenvolupament de la flor i l’abcissió de les fulles. El JA també és el responsable de la formació dels tubercles en les patates i altres plantes. Té un paper important en la resposta a les ferides en les plantes i la resistència adquirida sistèmica. Quan les plantes són atacades pels insectes elles responen alliberant àcid jasmònic el qual activa l'expressió d'inhibidors de la proteasa, entre molts d'altres compostos de defensa contra els herbívors. Aquests inhibidors de la proteasa eviten l’activitat proteolítica de les proteases digestives dels insectes aturant-ne l’adquisició del nitrogen necessari per a les proteïnes per al seu propi creixement.
L’àcid jasmònic també es converteix en una gran varietat de derivats incloent èsters com el metil jasmonat: també es pot conjugar amb aminoàcids.
L’acid jasmònic podria tenir un paper en el control de les plagues Els investigadors de la Universitat de Lancaster del Regne Unit van preparar l'any 2008 l’àcid jasmònic per a ser emprat ruixat sobre les llavors abans de la seva germinació i així estimular les defenses de les plantes.
Un equip de científics hispano-portuguès van trobar l’any 2011 que el fong simbiòtic de les arrels Trichoderma estimula la ruta de senyalització de l’àcid jasmònic i estimula la defensa de les plantes.